# 제27회 부산국제영화제
제27회 부산국제영화제는 2022년 10월 5일부터 2022년 10월 14일까지 열린 영화제이다. 부산 영화의전당에서 개최되었다. 지난 2년간 코로나19로 인해 진행하지 않았던 행사와 프로그램 부문을 재개했다. 이번 페스티벌은 세예드 하디 모하게그 감독의 이란 영화 '바람의 향기'(Scent of the Wind)로 개막됐으며, 개막식 사회는 전여빈, 류준열이 맡았다.
27회에는 71개국 243편의 영화가 초청되었으며, 이 영화에는 세계 초연 89편, 국제 초연 13편이 있었다. 111편의 지역사회 봉사 영화도 2022년 축제에 포함되었다.
이 해의 BIFF는 일본의 주목할만한 차세대 감독 10인을 대상으로 한 특별프로그램 '일본영화의 새 물결'(The New Wave of Japanese Cinema)을 열었다. 하마구치 류스케 감독, 이치야마 쇼조 도쿄국제영화제 집행위원장, 오사카아시아영화제 프로그래머 테루오카 소조, 스킵시티 국제D시네마필름 프로그래머 하세가와 토시유키가 선정한 일본 감독 작품 10편 페스티벌, 페스티벌 기간 동안 상영된다. 또 다른 특별 프로그램으로는 혁신적인 다큐멘터리 10편을 소개한 '21세기 다큐멘터리의 새로운 관점'이 있었다. 이들 영화는 전통적인 다큐멘터리의 틀을 벗어난 신선하고 독특한 작품이었다. '특별 프로그램 집중'의 세 번째 특집은 올해 '올해의 아시아 영화제작자' 상을 수상한 홍콩 배우이자 가수 양조위의 영화 6편을 상영하는 것이었다.
16만명이 방문한 페스티벌은 이시카와 케이 감독의 일본 영화 '원 맨(One Man)'으로 10월 14일 폐막됐다. 권율 (배우)과 함께 한선화가 페스티벌 폐막식 사회를 맡았다.

## 수상

### 갈라 프레젠테이션
- 노바디즈 히어로 - 알랭 기로디
- 스칼렛 - 피에트로 마르첼로

### 아이콘
- 개미 대왕 - 지아니 아멜리오
- 내가 꿈꾸는 나라 - 파트리시오 구스만
- 노 베어스 - 자파르 파나히
- 다크 글래시스 - 다리오 아르젠토
- R.M.N. - 크리스티안 문주
- 만찬 - 브리얀테 멘도사
- 미래의 범죄들 - 데이비드 크로넨버그
- 바르도, 약간의 진실을 섞은 거짓된 연대기 - 알레한드로 곤잘레스 이냐리투
- 부서지는 파도 - 라브 디아스
- 브라더 앤 시스터 - 아르노 데스플레생
- 브로커 - 고레에다 히로카즈
- 소설가의 영화 - 홍상수
- 슬픔의 삼각형 - 루벤 외스틀룬드
- 아마겟돈 타임 - 제임스 그레이
- 어느 멋진 아침 - 미아 한센-러브
- 이니셰린의 밴시 - 마틴 맥도나
- 칼날의 양면 - 클레어 드니
- 탑 - 홍상수
- 퍼시픽션 - 알베르트 세라
- 페어리테일 - 알렉산드르 소쿠로프
- 피터 본 칸트 - 프랑소와 오종
- 헤어질 결심 - 박찬욱
- 화이트 노이즈 - 노아 바움백
- EO - 예르지 스콜리모프스키
- 본즈 앤 올 - 루카 구아다니노

### 아시아영화의 창
- 게략 - 파르캇 샤리포브
- 공중 정원 - 아메드 야신 알 다라지
- 금붕어 - 푸샨 크리팔라니
- 나나 - 카밀라 안디니
- 돌거북이 - 우 밍진
- 러브 라이프 - 후카다 코지
- 레일라스 브라더스 - 사에드 루스타이
- 룩앳미 터치미 키스미 - 호 유항
- 리턴 투 서울 - 데이비 추
- 리틀 블루 - 이이팡
- 마리암 - 아르빈드 프라타프
- 모범생 아논 - 소라요스 프라파판
- 물고기를 향한 설교 - 힐랄 베이다로브
- 바람이 하는 말 - 웨이 레나이 용야오
- 배달의 기사 - 난디타 다스
- 비욘드 더 월 - 바히드 잘릴반드
- 성스러운 거미 - 알리 아바시
- 세일즈 걸 - 센게도르지 잔치브도르지
- 쑥의 향기 - 아이벡 다이르베코프
- 알립니다 - 마헤시 나라얀
- 애정신화 - 샤오이휘
- 우리 최고의 순간 - 유린 리우
- 자서전 - 막불 무바라크
- 조이랜드 - 사임 사디크
- 집 팝니다 - 탈라이벡 쿨멘데브
- 추방된 사람들 - 소다데 카단
- 토라의 남편 - 리마 다스
- 플랜 75 - 하야카와 치에
- 행운 - 무히딘 무자파르
- 홍콩 패밀리 - 힝 웡 에릭 창

### 뉴 커런츠
- 괴인 - 이정홍
- 그 겨울 - 아미르 바쉬
- 그 여자 쉬밤마 - 자이샨카르 아리아르
- 노 엔드 - 나데르 사에이바르
- 다시 찾은 블루 - 타파니 루스완
- 메멘토 모리: 어스 - 마르쿠스 부 마인 끄엉
- 아줌마 - 슈밍 히
- 지옥만세 - 임오정
- 천야일야 - 나오 쿠보타
- 침묵의 장소 - 샘 쿠아

### 한국영화의 오늘 - 파노라마
- 5시부터 7시까지의 주희 - 장건재
- 경관의 피 - 이규만
- 고속도로 가족 - 이상문
- 교토에서 온 편지 - 김민주
- 다음 소희 - 정주리
- 드림팰리스 - 가성문
- 앵커 - 정지연
- 오픈 더 도어 - 장항준
- 한산: 용의 출현 - 김한민

### 한국영화의 오늘 - 비전
- 공작새 - 변성빈
- 기행 - 이하람
- 길고 재미없는 영화가 끝나갈 때 - 윤지혜
- 너와 나 - 조현철
- 물비늘 - 임승현
- 비닐하우스 - 이솔희
- 빅슬립 - 김태훈
- 엄마의 땅 - 박재범
- 울산의 별 - 정기혁
- 이어지는 땅 - 조희영
- 페이퍼맨 - 기모태
- Birth - 유지영

### 한국영화 스페셜 프리미어
- 20세기 소녀 - 방우리
- 소년들 - 정지영

### 월드 시네마
- 그, 그리고 그들의 아이들 - 레베카 즐로토브스키
- 내겐 짜릿한 꿈이 있어 - 발렌티나 마우렐
- 라인 - 위르실라 메이에
- 러브 달바 - 엠마뉴엘 니코트
- 레이먼드 & 레이 - 로드리고 가르시아
- 룰 34 - 줄리아 무랫
- 말없는 소녀 - 콤 바이레드
- 모니카 - 안드레아 팔라오로
- 믿거나 말거나, 진짜야 - 쿠엔틴 듀피유
- 밤, 혹은 클라라의 죽음 - 도미니크 몰
- 뱅어. 띵곡이 필요해 - 아담 세들락
- 보이 프롬 헤븐 - 타릭 살레
- 브라더 - 클레멘트 버고
- 블랑키타 - 페르난도 구즈조니
- 빌어먹을 휘게 - 안나 카제약
- 사일런트 트윈스 - 아그네즈카 스모친스카
- 산이 부른다 - 토마스 살바도르
- 새턴 볼링장 - 패트리샤 마주이
- 시골 경찰 지지의 한여름 모험 - 알레산드로 코모딘
- 아르키 - 필립 포콩
- 알카라스의 여름 - 카를라 시몬
- 애프터썬 - 샤롯 웰스
- 여덟 개의 산 - 샤를로트 반더미르히 외 1명
- 와서 직접 봐봐 - 호나스 트루에바
- 우타마, 우리집 - 알레한드로 로아자 그리시
- 자기만의 방 - 이오셉 블리아드제
- 장님 버드나무와 잠자는 여자 - 피에르 폴디스
- 코르사주 - 마리 크류처
- 클로즈 - 루카스 돈트
- 클론다이크 - 마리나 고바치
- 키아라 - 수잔나 니키아렐리
- 프롤로고스 - 만타스 크베다라비치우스
- 프리즌 77 - 알베르토 로드리게즈
- 플럭스 고메 - 피터 스트릭랜드

### 플래시 포워드
- 델타 - 미켈레 반누치
- 라이스보이 슬립스 - 안소니 심
- 무루 - 테 아레파 카이
- 분노의 딸 - 로라 바우마이스터
- 생토메르 - 앨리스 디옵
- 소년배 - 안드레스 라미레즈 풀리도
- 썬 오브 람세스 - 클레멘트 코지토레
- 야자수와 전선 - 제이미 댁
- 천둥 - 카멘 재퀴어
- 피해자는 누구인가 - 미할 블라스코

### 와이드 앵글- 한국단편 경쟁
- 송곳니 - 김정민
- 그리고 집 - 정은욱
- 꽃들도 - 신은섭
- 단편영화 유니버스 - 이한
- 더더더 - 정해일
- 도어 - 이민형 외 2명
- 문 앞에 두고 벨 X - 이주영
- 절규 - 김은성
- 최여영의 해남 여행 - 여영은
- 캐리어우먼 - 황동욱
- 타인의 삶 - 노도현
- 호수 - 박소현

### 와이드 앵글-아시아단편 경쟁
- 기억의 길 - 우지타 슌
- 꿈의 고향 - 기욤 수온
- 따스한 오후 - 란 티안
- 만취꾼 - 꺼 위치
- 바람의 계곡 - 사미라 나우르즈나세리
- 어떤 장례식 - 앨빈 리
- 우울의 그림자 - 카라쉬 자니쇼프
- 친애하는 나에게 - 수차나 사하
- 파괴 - 이고르 스몰라
- 향유 - 사딕 에스하치

### 와이드 앵글-다큐멘터리 경쟁
- 남쪽, 적막철도 - 샤오 추첸
- 눈썹 - 정윤석
- 두 사람을 위한 식탁 - 김보람
- 또 바람이 분다 - 김태일 외 1명
- 베이비 드랙 퀸 - 루이 왕 핑
- 사갈 - 이동우
- 생츄어리 - 왕민철
- 수라 - 황윤
- 죽은 후에도 - 엔젤 수
- 축구광 자흐라 - 샤흐민 모르타헤자데 외 1명
- 친애하는 어머니, 죽음에 대해 써보려 합니다 - 첸시이

### 와이드 앵글-다큐멘터리 쇼케이스
- 내 친구 알리스 - 클레어 웨이스코프 외 1명
- 두 사람 - 반박지은
- 레트로그레이드 - 매튜 하이네만
- 물꽃의 전설 - 고희영
- 미얀마 다이어리 - 미얀마 영화 집단
- 블루 아일랜드 - 찬쯔운
- 사랑의 불꽃 - 사라 도사
- 숨쉬는 모든 것 - 샤우낙 센
- 슈퍼 에이트 시절 - 아니 에르노 외 1명
- 씨 유 프라이데이, 로빈슨 - 미트라 파라하니
- 우리가 지켜보는 동안 - 비나이 슈클라
- 유니버스 - 원태웅
- 유령의 해 - 오민욱
- 이노센스 - 기 다비디
- 죽은 친구를 구하는 법 - 마루샤 시로에코프스카야
- 철수에게 자유를 - 줄리 하 외 1명
- 초토화작전 - 이미영
- LA 주류 가게의 아메리칸 드림 - 엄소윤

### 오픈 시네마
- 맥스와 민, 그리고 미야옹자키 - 파드마쿠마르 나라시마무르티
- 블랙 파라오, 숲속의 남자, 그리고 공주 - 미셸 오슬로
- 비크람 - 로케쉬 카나가라즈
- 어느 짧은 연애의 기록 - 엠마누엘 무레
- 에브리씽 에브리웨어 올 앳 원스 - 다니엘 콴 외 1명
- 오늘 밤, 세계에서 이 사랑이 사라진다 해도 - 미키 타카히로
- 킹덤 2: 아득한 대지로 - 사토 신스케

### 특별기획 프로그램
- 나선은하 - 쿠사노 나츠카
- 나의 작은 나라 - 에마 가와와다
- 내가 돌아갈 곳 - 아키오 후지모토
- 너의 눈을 들여다보면 - 미야케 쇼
- 빛의 노래 - 교시 스기타
- 세 번째의, 정직 - 노하라 타다시
- 유코의 평형추 - 유지로 하루모토
- 타카라, 내가 수영을 한 밤 - 이가라시 고헤이 외 1명
- 마이 위니펙 - 가이 매딘
- 리바이어던(영어판) - 베레나 파라벨 외 1명
- 성스러운 도로 - 잔프란코 로시
- 세 자매 - 왕빙
- 실비아의 도시에서 찍은 사진들 - 호세 루이스 게린
- 에브리씽 윌 비 오케이 - 리티 판

### 은빛 수면, 시리아의 자화상
오사마 모하메드 외 1명
- 인체해부도 - 베레나 파라벨 외 1명
- 카메라퍼슨 - 커스틴 존슨
- 파괴의 자연사 - 세르히 로즈니차
- 2046 - 왕가위
- 동성서취 - 유진위
- 무간도 - 유위강 외 1명
- 암화 - 유달지
- 화양연화 - 왕가위

### 미드나잇 패션
- 더 메뉴 - 마크 미로드
- 더 프라이스 위 페이 - 기타무라 류헤이
- 사탄의 노예: 영의 조우 - 조코 안와르
- 제티카 - 피트 오스

### 특별 상영
- 낙동강 - 전창근
- 지석 - 김영조

### 지석상 후보작
- 6명의 등장인물 - 반데바노프 데바쿤
- 동에 번쩍 서에 번쩍 - 이광국
- 디셈버 - 앤슐 차우한
- 라이프&라이프 - 알리 가비탄
- 바람의 향기 - 하디 모하게흐
- 변모 - 욜킨 투이치에브
- 스토리텔러 - 아난스 나라얀 마하데반
- 열일곱 - 프리트비 코나누르

### 온 스크린
- 글리치 - 노덕
- 몸값 - 전우성
- 썸바디 - 정지우
- 약한영웅 Class 1 - 유수민
- 오늘은 좀 매울지도 몰라 - 이호재
- 욘더 - 이준익
- 커넥트 - 미이케 다카시
- 킹덤 엑소더스 - 라스 폰 트리에
- 피의 저주 - 키모 스탐보엘